# 平野繁松
平野 繁松（ひらの しげまつ、本名：串田 繁孝、1928年（昭和3年）10月25日 - ）は、茨城県出身の民謡歌手。
民謡指導者時代の三橋美智也の一番弟子だった。

## 経歴・人物
1954年（昭和29年）度のNHK全国のど自慢大会「民謡の部」で優勝したが、キングレコード専属テストに伴奏として同伴していた三橋美智也に逆にスカウトされてデビューし、キングの専属歌手となる。1955年（昭和30年）にポリドールレコードで吹き込んだ『どんぱん節』がヒットする。その後は同年にコロムビアレコードの専属歌手となり民謡や流行歌を吹き込み、三橋美智也・中沢銀司等と共に「日本民謡青年新志会」を結成する。1958年（昭和33年)「三崎晃」と改名し「筏乗りだよ」「あねっこじょんがら」などの流行歌を吹き込む。

## 代表曲
- 『そうらん節』（1954年、キング）
- 『どんぱん節』(1955年、ポリドール)
- 『タント節』（1955年、ポリドール）
- 『筏ぶし』（1955年、コロムビア）
- 『お山コ三里』（1955年、コロムビア）
- 『津軽山唄』（1955年、コロムビア）
- 『相馬盆唄』（1956年、コロムビア）
- 『枯れすすき哀歌』（1956年、コロムビア）